# Antonio Cesari

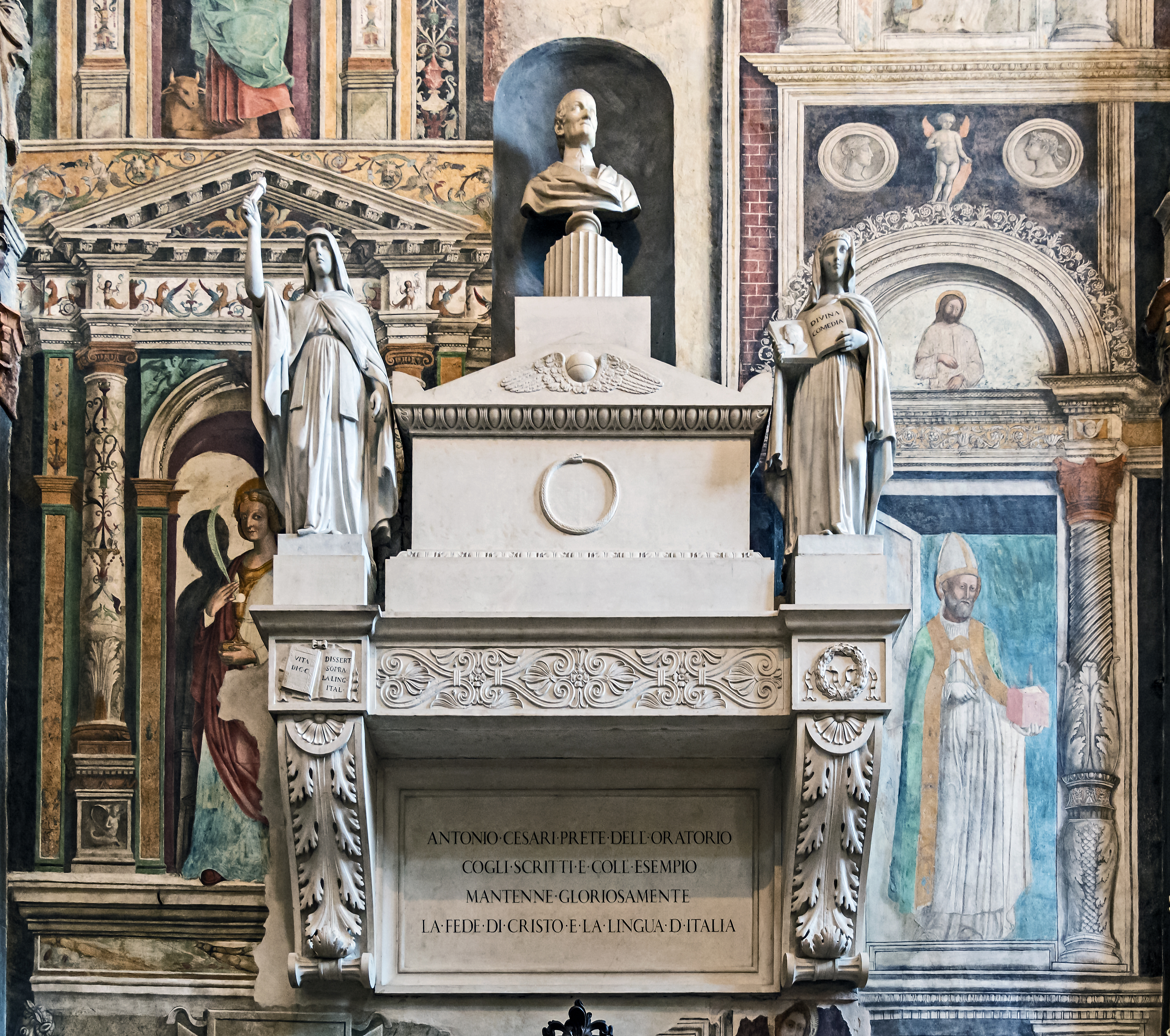
Monumento funebre di Antonio Cesari - Cattedrale di Verona

Antonio Cesari (Verona, 17 gennaio 1760 – Ravenna, 1º ottobre 1828) è stato un linguista, scrittore e letterato italiano. Appartenente alla congregazione dell'oratorio di San Filippo Neri, fu il maggior teorico del Purismo nel XIX secolo.

## Biografia
Antonio Cesari nacque a Verona il 16 gennaio 1760. Scampato fanciullo ad una malattia mortale fu destinato al sacerdozio ed entrò nella congregazione dell'oratorio di San Filippo Neri, dove ebbe modo di approfondire gli studi teologici, biblici e classici. Fu ordinato sacerdote nel 1804 e, sciolta la congregazione nel 1810, continuò ad esercitare il suo ministero vivendo in famiglia, scrivendo vite di santi, commenti ai testi sacri ed altre opere di argomento religioso. Si occupò anche di traduzioni di opere classiche greche e latine, come le Odi di Orazio (1788), i Lavacri di Pallade di Callimaco e la Chioma di Berenice di Catullo (1794).
Si appassionò alla questione della lingua, tornata allora di attualità, e prese parte al concorso indetto nel 1810 dall'Accademia di scienze, lettere ed arti di Livorno per una dissertazione sullo stato presente della lingua italiana. La sua Dissertazione riportò il premio. Si fece promotore del rinnovamento della lingua italiana con il ritorno agli scrittori del Trecento fiorentino suscitando vive e feconde polemiche con i letterati del tempo.
Le sue teorie, che si rifanno alle proposte nelle Prose della volgar lingua del Bembo, volevano essere una reazione all'"imbarbarimento" della lingua italiana avvenuto nel Settecento per l'influsso delle dominanti culture francese e inglese.
Curò, tra il 1806 е il 1811, una ristampa del Vocabolario degli Accademici della Crusca per conto della ripristinata Accademia. Nel 1813 pubblicò il dialogo Le Grazie, seguito dalla traduzione delle commedie di Terenzio (1816) e della Pro Milone di Cicerone (1828). 
Tra il 1824 e il 1826 pubblicò le Bellezze della Commedia di Dante Alighieri. L'opera, strutturata in trentaquattro dialoghi, undici per l'Inferno e per il Purgatorio e dodici per il Paradiso, è un'originale analisi linguistica e stilistica della Divina Commedia, tendente a superare i limiti dei contemporanei commenti storico-eruditi. 
Importanti anche le sue edizioni di classici del Trecento italiano come lo Specchio di Jacopo Passavanti (1798), le Vite dei Padri di Domenico Cavalca e la Vita del beato Colombini di Feo Belcari (1817). 
Durante un viaggio nell'Emilia, alla vigilia del giorno in cui si sarebbe recato a visitare la tomba di Dante, morì improvvisamente nella villa del suo ospite, alle porte di Ravenna. È sepolto nel Duomo di Verona. 
Cesari fu in contatto con i maggiori intellettuali italiani della sua generazione. Molto legato al Giordani, conobbe il Manzoni e ne ebbe la cordiale amicizia. A Milano, nel 1825 incontrò il Leopardi, come lui incaricato di lavori di traduzione dall'editore Stella. A Rovereto, dove si recava nei mesi estivi, era tra gli ospiti di Rosmini. 

## Opere
- Vocabolario degli Accademici della Crusca, oltre le giunte fatteci finora, cresciuto d'assai migliaja di voci e modi de' classici, le più trovate da veronesi, a cura di Antonio Cesari, 7 voll., Verona, dalla stamperia di Dionigi Ramanzini, 1806, SBN TO0E033007.
- La vita di Gesù Cristo e la Sua Religione, Ragionamenti di Antonio Cesari prete veronese, 5 voll., Giuseppe Celli ed., Firenze, 1843.
- Opere Varie. Milano, Sonzogno, 1878.
- Dissertazione sopra lo stato presente della lingua italiana, Antenore, Padova, 1999.
- Bellezze della Commedia di Dante Alighieri, 3 voll., Salerno Editrice, Roma, 2003.